# Myersiohyla
A Myersiohyla  a kétéltűek (Amphibia) osztályába és  a békák (Anura) rendjébe a levelibéka-félék (Hylidae) családjába és a Cophomantinae alcsaládba tartozó nem. Egy 2005-ben történt felülvizsgálat eredményeképpen a Hyla nem négy faja ebbe a családba került át, két fajt pedig azóta fedeztek fel.

## Rendszerezés
A nembe az alábbi fajok tartoznak:
- Myersiohyla aromatica (Ayarzagüena and Señaris, 1994)[1]
- Myersiohyla chamaeleo Faivovich, McDiarmid & Myers, 2013[2]
- Myersiohyla inparquesi (Ayarzagüena and Señaris, 1994)[1]
- Myersiohyla loveridgei (Rivero, 1961)[1]
- Myersiohyla kanaima (Goin and Wodley, 1961)[1]
- Myersiohyla neblinaria Faivovich, McDiarmid & Myers, 2013[2]